# كارل ألبريكتسون
كارل ألبريكتسون (بالسويدية: Karl Albrektsson؛ مواليد 27 سبتمبر 1993) هو مُقاتل فنون قتالية مختلطة سويدي.

## وصلات خارجية
- كارل ألبريكتسون على موقع بيلاتور (الإنجليزية)
- كارل ألبريكتسون على موقع شيردوغ (الإنجليزية)